# Loredana Bertè

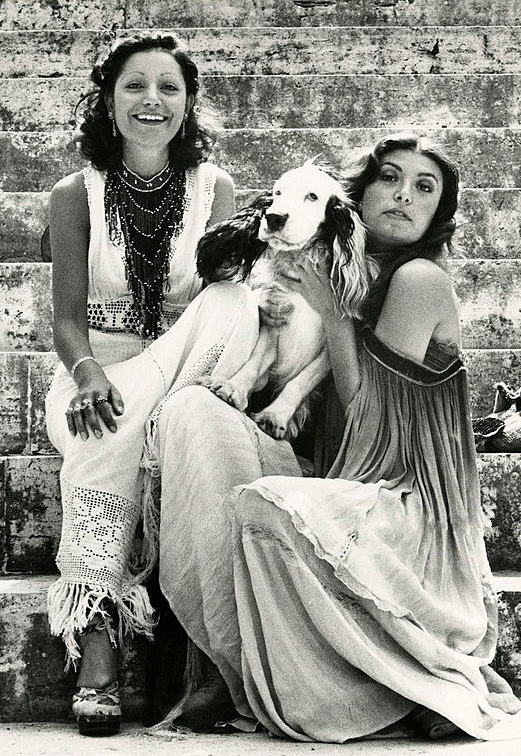
Mia Martini och hennes syster Loredana Bertè 1973.

Loredana Bertè, född 20 september 1950 i Bagnara Calabra i Kalabrien, är en italiensk sångerska som förutom musiken är känd för att ha varit gift med tennisspelaren Björn Borg mellan åren 1989 och 1993. Hon är syster till sångerskan Mia Martini.
Bertè jobbade inledningsvis som nakenmodell och gjorde sin skivdebut 1974. Hon har under sin mer än 40 år långa karriär givit ut en lång rad album och deltagit flera gånger på San Remo-festivalen.